# NLRP1
NLRP1 se skládá z NACHT, LRR, FIIND, CARD domény a proteinů 1 obsahujících PYD domény u lidí. NLRP1 byl prvním proteinem, který prokázal, že tvoří inflamasom. NLRP1 je exprimován řadou buněčných typů, které jsou převážně krvetvorné. Nachází se ve žlázových epiteliálních strukturách včetně podšívky tenkého střeva, žaludku. Polymorfismy NLRP1 jsou asociovány s extra-intestinálními projevy kůže v CD. Nejvyšší exprese byla zjištěna v lidské kůži, psoriáze a vitiligu. Polymorfismy NLRP1 byly nalezeny u lupus erythematosus a u diabetes typu 1. Bylo zjištěno, že varianty myší NLRP1 byly aktivovány při N-koncovém štěpení proteázou v letální faktoru antraxu.

## Funkce
Tento gen kóduje skupinu Ced-4 proteinů apoptózy. Skupina Ced-family obsahuje kaspázovou regresní doménu (CARD) a je známá jako klíčový mediátor programované buněčné smrti. Kódovaný protein obsahuje odlišný N-koncový pyrin podobný motiv, který se pravděpodobně podílí na interakcích protein-protein. Protein NLRP1 silně interaguje s kaspázou 2 a slabě s kaspázou 9. Bylo prokázáno, že nadměrná exprese tohoto genu indukuje apoptózu v buňkách. Pro tento gen bylo nalezeno několik alternativně sestřižených variant transkriptu kódujících odlišné isoformy, ale biologická platnost některých variant nebyla stanovena.

## Mechanismy aktivace
NLRP1 aktivuje antibakteriální imunitní odpověď. Antibakteriální imunitní odpověď kompenzuje ztrátu MAP kinázové odpovědi. Lidé produkují NLRP1, ale lidský NLRP1 je aktivován letálním faktorem. NLRP1 by mohl být aktivován proteolytickým štěpením, což vede k odstranění autoinhibičního PYD. Mechanismus aktivace NLRP1 a funkce v imunitě však není jednoznačný.

## Interakce
Bylo prokázáno, že NLRP1 interaguje s kaspázou 9 a APAF1.

## Varianty NLRP1 v myších
Myši mají tři paralogy genu Nlrp1 (Nlrp1a, b, c). Nlrp1c je pseudogen. Myš s NLRP1B není aktivována mechanismem typu receptor-ligand. Varianty NLRP1B z určitých kmenů inbredních myší, BALB / c a 129, mohou být aktivovány letální faktorovou (LF) proteázou. Léčivá faktorová proteáza se produkuje a vylučuje od Bacillus anthracis, činidlo antraxu. Spolu s protektivním antigenem (PA) vytváří LF bipartitní toxin, Lethal Toxin. Úloha PA je tvořit translokační kanál, který dodává LF do cytosolu hostitelské buňky, kde LF hraje roli v imunitní odpovědi štěpením a inaktivací MAP kináz. LF také přímo štěpí NLRP1B proximálně k jeho N-konci, je nezbytný pro tvorbu inflamazomu NLRP1B a aktivaci CASP1. Aktivace zánětlivých odpovědí závislých na NLRP1B se objevuje v obraně hostitele mechanismem, jako je IL-1β a neutrofily. NLRP1B může fungovat jako senzor bakteriálních proteáz, imunitní odpovědi jsou specificky aktivovány virulentními faktory.
Není jasné, jaké podněty by mohly aktivovat NLRP1A, další známý funkční myší paralog NLRP1. Studie identifikovala myš, která nesla v NLRP1A (Q593P) mutaci, která aktivovala zánětlivou reakci, inflamazóm. Mechanismus aktivace NLRP1A wild typu je nejasný.